# 아오야마 나나미
아오야마 나나미는 일본 만화 사쿠라장의 애완 그녀에 나오는 캐릭터이다. 소라타의 등급생으로, 성우를 지망하고 있는 사쿠라장 멤버. 야밤에 학교의 풀장에 소라타와 함께 수영한 적이 있으며, 가슴은 꽉찬 B컵.
소라타를 좋아하지만 직접적으로 고백하지 못한다. 편한 복장은 초록색 츄리닝에 안경.